# Bungaree (Australie)
Pour les articles homonymes, voir Bungaree.
Bungaree (559 habitants) est un village à 103 km au nord-ouest de Melbourne, la capitale de l'État de Victoria et à 14 km à l'est de Ballarat, en Australie sur la Western Freeway.

## Référence
- Statistiques sur Bungaree